# Jolanta Ziębacz
Jolanta Ziębacz, z d. Tomiak (ur. 13 lipca 1962 w Andrychowie) – polska siatkarka, grająca na pozycji rozgrywającej, medalistka mistrzostw Polski, reprezentantka Polski.

## Kariera sportowa
Jej pierwszym klubem był Beskid Andrychów. Wiosną 1980 przeszłą do BKS Stali Bielsko-Biała. W 1982 została zawodniczką Płomienia Milowice, z którym wywalczyła wicemistrzostwo Polski (1989) i dwa brązowe medale mistrzostw Polski (1984, 1990). W pierwszej połowie lat 90. występowała w niemieckiej drużynie VC Wiesbaden. Od 1995 do 1998 grała w zespole Dick Black Andrychów, zdobywając dwukrotnie wicemistrzostwo Polski (1997, 1998) i Puchar Polski (1997). W latach 1998–2001 była zawodniczką Wisły Kraków. W 2001 przeszła do drugoligowego Dalinu Myślenice, gdzie zakończyła karierę sportową.
W reprezentacji Polski seniorek debiutowała 30 lipca 1981 w towarzyskim spotkaniu z Czechosłowacją, trzykrotnie wystąpiła na mistrzostwach Europy (1983 – 9 m., 1985 – 7 m. i 1987 – 11 m.). Ostatni raz w biało-czerwonych barwach wystąpiła 3 października 1987 w meczu mistrzostw Europy z Belgią. Łącznie w I reprezentacji Polski zagrała w 137 spotkaniach, w tym 115 oficjalnych.